# Римские термы (Кюстендил)
Римские термы (болг. Римски терми) — второй по величине в Болгарии (после аналогичных сооружений в Варне) комплекс древнеримских терм (бань), расположенный в городе Кюстендил. В составе большого храмово-лечебного комплекса «Асклепион Пауталии» являются одним из старейших сооружений города.

## Описание
В I веке римлянами был создан город Пауталия (ныне — Кюстендил), который стал важной крепостью, торговым центром, а также благодаря близости к многочисленным термальным и минеральным источникам водолечебным курортом. Здесь на площади свыше 3500 м² они основали Асклепион Пауталии — храм бога медицины Асклепия. Около 1000 м² из этого комплекса занимали термы, которые включали в себя 6 помещений, соединённых между собой гранитными проходами.